# 규암

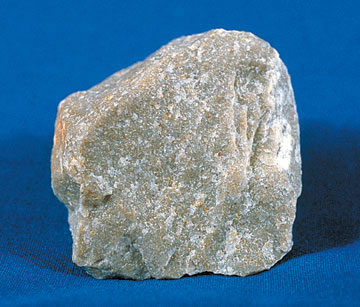
규암

규암(珪岩)은 각암이나 규질의 사암에 열에 의한 접촉변성작용이 일어나 형성된 변성암이다. 석영이 재결정하여 이루어져 있으며 매우 단단하다. 대한민국에 있는 고생대 조선 누층군의 지층 중 장산 규암층과 동점 규암층이 규암으로 구성되어 있다.